# Reprezentacja Chorwacji U-17 w piłce nożnej mężczyzn
Reprezentacja Chorwacji U-17 w piłce nożnej jest juniorską reprezentacją Chorwacji, zgłaszaną przez Hrvatski nogometni savez. Mogą w niej występować wyłącznie zawodnicy posiadający obywatelstwo chorwackie, urodzeni w Chorwacji lub legitymujący się chorwackim pochodzeniem i którzy w momencie przeprowadzania imprezy docelowej (finałów Mistrzostw Europy lub Mistrzostw Świata) nie przekroczyli 17 roku życia. Do 1992 roku reprezentacja Chorwacji była częścią reprezentacji Jugosławii.

## Występy w ME U-17
Uwaga: W latach 1982–2001 rozgrywano Mistrzostwa Europy U-16
- 2002: Nie zakwalifikowała się
- 2003: Nie zakwalifikowała się
- 2004: Nie zakwalifikowała się
- 2005: 4. miejsce
- 2006: Nie zakwalifikowała się
- 2007: Nie zakwalifikowała się
- 2008: Nie zakwalifikowała się
- 2009: Nie zakwalifikowała się
- 2010: Nie zakwalifikowała się
- 2011: Nie zakwalifikowała się
- 2012: Nie zakwalifikowała się
- 2013: Faza grupowa
- 2014: Nie zakwalifikowała się
- 2015: Ćwierćfinał
- 2016: Nie zakwalifikowała się

## Historia występów w Mistrzostwach Świata U-17/U-16
| Mistrzostwa Świata U-17 | Mistrzostwa Świata U-17 | Mistrzostwa Świata U-17 | Mistrzostwa Świata U-17 | Mistrzostwa Świata U-17 | Mistrzostwa Świata U-17 | Mistrzostwa Świata U-17 | Mistrzostwa Świata U-17 | Mistrzostwa Świata U-17 |
| Rok                     | Runda                   | Pozycja                 | M                       | Z                       | R*                      | P                       | Br+                     | Br-                     |
| ----------------------- | ----------------------- | ----------------------- | ----------------------- | ----------------------- | ----------------------- | ----------------------- | ----------------------- | ----------------------- |
| 1985                    | Nie była członkiem FIFA | Nie była członkiem FIFA | Nie była członkiem FIFA | Nie była członkiem FIFA | Nie była członkiem FIFA | Nie była członkiem FIFA | Nie była członkiem FIFA | Nie była członkiem FIFA |
| 1987                    | Nie była członkiem FIFA | Nie była członkiem FIFA | Nie była członkiem FIFA | Nie była członkiem FIFA | Nie była członkiem FIFA | Nie była członkiem FIFA | Nie była członkiem FIFA | Nie była członkiem FIFA |
| 1989                    | Nie była członkiem FIFA | Nie była członkiem FIFA | Nie była członkiem FIFA | Nie była członkiem FIFA | Nie była członkiem FIFA | Nie była członkiem FIFA | Nie była członkiem FIFA | Nie była członkiem FIFA |
| 1991                    | Nie była członkiem FIFA | Nie była członkiem FIFA | Nie była członkiem FIFA | Nie była członkiem FIFA | Nie była członkiem FIFA | Nie była członkiem FIFA | Nie była członkiem FIFA | Nie była członkiem FIFA |
| 1993                    | Nie zakwalifikowała się | Nie zakwalifikowała się | Nie zakwalifikowała się | Nie zakwalifikowała się | Nie zakwalifikowała się | Nie zakwalifikowała się | Nie zakwalifikowała się | Nie zakwalifikowała się |
| 1995                    | Nie zakwalifikowała się | Nie zakwalifikowała się | Nie zakwalifikowała się | Nie zakwalifikowała się | Nie zakwalifikowała się | Nie zakwalifikowała się | Nie zakwalifikowała się | Nie zakwalifikowała się |
| 1997                    | Nie zakwalifikowała się | Nie zakwalifikowała się | Nie zakwalifikowała się | Nie zakwalifikowała się | Nie zakwalifikowała się | Nie zakwalifikowała się | Nie zakwalifikowała się | Nie zakwalifikowała się |
| 1999                    | Nie zakwalifikowała się | Nie zakwalifikowała się | Nie zakwalifikowała się | Nie zakwalifikowała się | Nie zakwalifikowała się | Nie zakwalifikowała się | Nie zakwalifikowała się | Nie zakwalifikowała się |
| 2001                    | Faza grupowa            | 11.                     | 3                       | 1                       | 0                       | 2                       | 3                       | 8                       |
| 2003                    | Nie zakwalifikowała się | Nie zakwalifikowała się | Nie zakwalifikowała się | Nie zakwalifikowała się | Nie zakwalifikowała się | Nie zakwalifikowała się | Nie zakwalifikowała się | Nie zakwalifikowała się |
| 2005                    | Nie zakwalifikowała się | Nie zakwalifikowała się | Nie zakwalifikowała się | Nie zakwalifikowała się | Nie zakwalifikowała się | Nie zakwalifikowała się | Nie zakwalifikowała się | Nie zakwalifikowała się |
| 2007                    | Nie zakwalifikowała się | Nie zakwalifikowała się | Nie zakwalifikowała się | Nie zakwalifikowała się | Nie zakwalifikowała się | Nie zakwalifikowała się | Nie zakwalifikowała się | Nie zakwalifikowała się |
| 2009                    | Nie zakwalifikowała się | Nie zakwalifikowała się | Nie zakwalifikowała się | Nie zakwalifikowała się | Nie zakwalifikowała się | Nie zakwalifikowała się | Nie zakwalifikowała się | Nie zakwalifikowała się |
| 2011                    | Nie zakwalifikowała się | Nie zakwalifikowała się | Nie zakwalifikowała się | Nie zakwalifikowała się | Nie zakwalifikowała się | Nie zakwalifikowała się | Nie zakwalifikowała się | Nie zakwalifikowała się |
| 2013                    | Faza grupowa            | 17.                     | 3                       | 1                       | 0                       | 2                       | 3                       | 5                       |
| 2015                    | Ćwierćfinał             | 7.                      | 5                       | 2                       | 2                       | 1                       | 7                       | 5                       |
| Łącznie                 | 3/16                    | -                       | 11                      | 4                       | 2                       | 5                       | 13                      | 18                      |

*Jako remisy liczone są także spotkania fazy pucharowej rozstrzygnięte po rzutach karnych.